# Emilè Azar
Emilè Azar, född den 2 maj 1985 i Beirut, Libanon, är en svensk sångare, bosatt i Sandviken där han studerade på Hammargymnasiet. Emilè medverkade i Melodifestivalen 2007 med låten "Vi hade nåt", där han kom på sjunde plats i fjärde deltävlingen. Hans namn stavas ibland felaktigt Emilé Azar, men Emilè Azar är den korrekta stavningen.